# Ворожб'янський район
Ворожб'янський райо́н — колишній район Сумської округи.

## Історія
Утворений 7 березня 1923 року з центром у м. Ворожба у складі Сумської округи Харківської губернії з Ворожб'янської, Межиріцької, Велико-Історопської і М.-Історопської волостей.
Ліквідований 15 вересня 1930 року, територія приєднана до Лебединського району.